# Mantsjoe (taal)

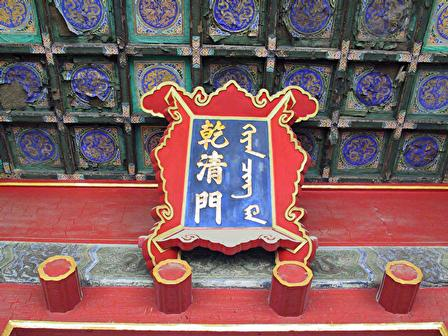

Het Mantsjoe of Mantsjoerijs maakt deel uit van de Toengoezische talen en was vroeger de moedertaal van de Mantsjoes. Aangetoond is dat het in wezen identiek is met de taal van de historische Jurchens.
De taal van de Mantsjoes staat op uitsterven, er zijn nog 10 sprekers (2015). De enige nederzetting waar de Mantsjoe-taal een beetje begrepen wordt bevindt zich in Heilongjiang. De enigen die het nog kunnen spreken zijn meest bejaarde Chinezen van Mantsjoe afkomst. Het Mantsjoe schrift wordt zelden gebruikt en kan maar door enkele honderden mensen gelezen worden. De bejaarde Mantsjoesprekers zijn veelal analfabeet. De taaluniversiteit van Peking is nu bezig om de Mantsjoe taal op te schrijven en op te nemen op geluid om het voor de toekomst te bewaren. De Mantsjoes spreken nu meestal een Mandarijns dialect, ook thuis.

## Geschiedenis en huidige situatie
Historisch gezien is het Mantsjoe belangrijk omdat sommige Europeanen er eerder mee in contact kwamen en ermee vertrouwd werden dan dat het geval was met het Chinees.
Het Mantsjoe was de eerste taal aan het keizerlijke hof van de Qing-dynastie, maar rond de 19e eeuw sprak zelfs het hof de taal niet vlot meer. Niettemin werden alle documenten tot aan het eind van de Qing-dynastie in 1911 in zowel Mantsjoe als Chinees geschreven. Tegenwoordig kan geschreven Mantsjoe nog worden gezien in de architectuur van de Qing-dynastie zoals in de Verboden Stad waar historische tekens in zowel Mantsjoe als Chinees zijn geschreven. Geschriften in het Mantsjoe zijn belangrijk voor de studie van het China uit de Qing-dynastie.
Er zijn slechts weinig mensen meer van wie het Mantsjoe de moedertaal is. In Mantsjoerije spreekt door de volledige sinificatie zo goed als niemand de taal nog.
De Xibe, die bij de Illi-vallei in Sinkiang wonen en die daar in 1764 door keizer Qianlong heen zijn gebracht zijn in feite de huidige gebruikers van de taal. Het moderne Sibe staat zeer dicht bij het Mantsjoe, hoewel er enige verschillen zijn in schrift en uitspraak. De Sibes beschouwen zichzelf echter als een volk verschillend van de Mantsjoes.

## Schrift
Het schrift wordt verticaal geschreven en is overgenomen van het Mongoolse alfabet (dat op zijn beurt is afgeleid van het Aramese via het Oeigoerse en het Sogdische alfabet).

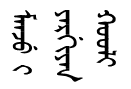
Manju-i yargiyan kooli, (Ware optekeningen van de Mantsjoes).

Volgens de Ware optekeningen van de Mantsjoes (manju-i yargiyan kooli) besloot de Mantsjoeleider Nurhaci in 1599 het Mongoolse alfabet aan te passen voor zijn volk. Hij keurde af dat terwijl ongeletterde Chinezen en Mongolen elkaars talen konden verstaan wanneer men hardop las, dat niet het geval was voor de Mantsjoes, wier documenten werden geschreven door Mongoolse klerken. Tegen de bezwaren van twee raadgevers (Erdeni en G'ag'ai) in, paste hij het Mongoolse schrift aan voor het Mantsjoe. Het uiteindelijke schrift werd tongki fuka akū hergen genoemd ("het schrift zonder punten en cirkels").
In 1632 voegde Dahai diakritische tekens toe om dubbelzinnigheden weg te werken. Zo werden bijvoorbeeld g en h onderscheiden van k door een punt en een cirkel toe te voegen. Deze herziening leverde het standaardschrift of tongki fuka sindaha hergen ("schrift met punten en cirkels").

## Grammatica
Het Mantsjoe is een agglutinerende taal met enige klinkerharmonie en SOV-syntaxis.

### Substantieven
Zelfstandige naamwoorden hebben in het Mantsjoe een aantal naamvallen die worden aangeduid door suffixen:
nominatief (geen suffix), accusatief (-be), genitief (-i, of ni na -ng; zoals "wang ni moo": "'s konings boom"), datief-locatief (-de) en ablatief (-ci).